# Riedbach (Eulach)
Der Riedbach, im Oberlauf bis zum Gemeindegebiet Wiesendangen Wiesenbach genannt, ist ein 7,18 Kilometer langer rechter Zufluss der Eulach.

## Etymologie
Ursprünglich hiess der Fluss in Bertschikon Mülibach, heute ist der Bach dort vollständig eingedolt. Auf Gebiet von Wiesendangen ist der Bach als Wiesen- oder Wisenbach bekannt, wobei letztere Form eher ungebräuchlich ist. Eine mögliche Ableitung könnte von den Wiesendanger Wiesen stammen, die auch auf der Wildkarte westlich des Dorfes zu sehen sind. Teilweise wird das mitten durch Wiesendangen fliessende Gewässer dort auch nur Dorfbach genannt. Seinen Namen in Oberwinterthur hat der Bach daher, dass er ehemals die Wiesendanger Ried entwässerte.

## Geographie

### Verlauf
Die Quelle des am Oberlauf bis Wiesendangen Wiesenbach oder Wisenbach genannten Riedbachs liegt auf etwa 583 m ü. M. wenig nordwestlich von Gündlikon. Nach 700 Metern fliesst der Bach in den Oberweiher, der in einem kleinen Waldgebiet liegt. Nach dem Ausfluss aus dem Oberweiher nimmt der Bach den linken Zufluss Obertannenbach auf. Danach verläuft der Bach über einen Kilometer untertunnelt und fliesst dabei auch an Bertschikon vorbei und nimmt auf der linken Seite mit dem Mülihaldenbach einen weiteren Bach auf, ohne die Oberfläche zu sehen. Danach verläuft der Bach auf einer Länge von knapp 400 Meter oberirdisch, um danach wieder für 250 Meter eingedolt zu verlaufen.
Danach kommt der Bachlauf schon langsam in Wiesendangen an und nimmt auf der rechten Seite mit dem Juchbach noch einen weiteren Zufluss auf. Der Bach durchfliesst das Zentrum des Dorfes, beidseits gesäumt von Strassen, und fliesst dann entlang des Stadtwegs weiter nach Winterthur.
In Winterthur, wo der Bach ab sofort Riedbach genannt wird, fliesst das Gewässer zuerst am östlichen Rand der SBB-Unterhaltungsanlage Oberwinterthur vorbei und nimmt dabei zwei linke Nebenarme auf, um dann die Unterhaltsanlage zu unterqueren und nördlich des Technoramas den Eichwaldgraben an seiner rechten Seite aufzunehmen. Schliesslich mündet der Riedbach südwestlich des Bahnhofs Oberwinterthur auf einer Höhe von 439 m ü. M. unter der Strassenabzweigung Hegistrasse/Frauenfelderstrasse in die Eulach.

### Einzugsgebiet
Das gesamte Einzugsgebiet des Riedbachs wird nicht erfasst. Das Einzugsgebiet des Baches vor der Einmündung des Eichwaldsgraben, der im Waldgebiet Schoren im Nordosten Oberwinterthurs entspringt, beträgt jedoch 8,65 Quadratkilometer und entwässert etwa die Hälfte des Gemeindegebiets Wiesendangen.

### Zuflüsse
Direkte und indirekte Zuflüsse
Nur direkte Zuflüsse:
- Obertannenbach (links), 0,9 km
- Oberbertschikonerbach (links), 0,2 km
- Mülihaldenbach (links), 0,4 km
- Lättenhölzlibach (rechts), 0,3 km
- Juchbach (rechts), 0,6 km
- Bachtobelgraben (links), 2,2 km
- Seelackergraben (rechts), 0,8 km
- Wiesendanger Dorfbach (links), 3,5 km
- Nägeliseegraben (links), 0,3 km
- Schlossbach (links), 0,6 km
- Eichwaldgraben (rechts), 0,9 km
- Zinzikerbach (rechts), 0,9 km

### Flusssystem Eulach
- Fliessgewässer im Flusssystem Eulach